# Volta a Catalunya de 1992
La Volta a Catalunya de 1992 va ser 72a edició de la Volta Ciclista a Catalunya. Es disputà en 7 etapes del 9 al 15 de setembre de 1992 amb un total de 943,8 km. El vencedor final fou el navarrès Miguel Induráin de l'equip Banesto per davant de Tony Rominger del Clas i Antonio Martín Velasco de l'Amaya.
La primera etapa va ser una contrarellotge per equips en què cada equip es dividia en dos, A i B, i cada director podia escollir els components. La cinquena etapa estava dividida en dos sectors.
Malgrat no guanyar cap etapa, Induráin, s'emporta la cursa gràcies a defensar-se bé tant en la crono d'Igualada com a l'etapa de Vallter. Amb aquest tercer triomf a la "Volta", Indurain es converteix en el segon ciclista en tenir més victòries finals, després del mític Marià Cañardo.

## Etapes
| Etapa | Data           | Ciutats d'etapa                                           | km    | Vencedor de l'etapa         | Líder de la general         |
| ----- | -------------- | --------------------------------------------------------- | ----- | --------------------------- | --------------------------- |
| 1a    | 9 de setembre  | Sant Carles de la Ràpita – Sant Carles de la Ràpita (CRE) | 7,4   | ONCE (ESP)                  | Alex Zülle (SUI)            |
| 2a    | 10 de setembre | Sant Carles de la Ràpita – Lleida                         | 202,3 | Laurent Jalabert (FRA)      | Alex Zülle (SUI)            |
| 3a    | 11 de setembre | Lleida – Calaf                                            | 192,8 | Jean-François Bernard (FRA) | Jean-François Bernard (FRA) |
| 4a    | 12 de setembre | Igualada – Igualada (CRI)                                 | 21,5  | Alex Zülle (SUI)            | Alex Zülle (SUI)            |
| 5a A  | 13 de setembre | L'Hospitalet de Llobregat - Barcelona                     | 74,3  | Laurent Jalabert (FRA)      | Alex Zülle (SUI)            |
| 5a B  | 13 de setembre | Barcelona - Platja d'Aro                                  | 119,8 | Maurizio Fondriest (ITA)    | Alex Zülle (SUI)            |
| 6a    | 14 de setembre | Platja d'Aro – Vallter 2000                               | 153,6 | Tony Rominger (SUI)         | Miguel Induráin (ESP)       |
| 7a    | 15 de setembre | Llanars – Sant Feliu de Guíxols                           | 172,1 | Laurent Jalabert (FRA)      | Miguel Induráin (ESP)       |

### 1a etapa[1]
09-09-1992: Sant Carles de la Ràpita, 7,4 km. (CRE):
|   | Equip  | Temps  |
| - | ------ | ------ |
| 1 | ONCE A | 8' 46" |
| 2 | PDM B  | + 7"   |
| 3 | ONCE B | m. t.  |

|   | Ciclista             | Equip | Temps  |
| - | -------------------- | ----- | ------ |
| 1 | Alex Zülle (SUI)     | ONCE  | 8' 46" |
| 2 | Johan Bruyneel (BEL) | ONCE  | m. t.  |
| 3 | Melcior Mauri (ESP)  | ONCE  | m. t.  |

### 2a etapa[2]
10-09-1992: Sant Carles de la Ràpita – Lleida, 202,3 km.:
|   | Ciclista                   | Equip          | Temps      |
| - | -------------------------- | -------------- | ---------- |
| 1 | Laurent Jalabert (FRA)     | ONCE           | 5h 29' 11" |
| 2 | Jans Koerts (NED)          | PDM            | m. t.      |
| 3 | Juan Carlos González (ESP) | Puertas Mavisa | m. t.      |

|   | Ciclista             | Equip | Temps      |
| - | -------------------- | ----- | ---------- |
| 1 | Alex Zülle (SUI)     | ONCE  | 5h 37' 57" |
| 2 | Johan Bruyneel (BEL) | ONCE  | m. t.      |
| 3 | Melcior Mauri (ESP)  | ONCE  | m. t.      |

### 3a etapa[3]
11-09-1992: Lleida – Calaf, 192,8 km.:
|   | Ciclista                    | Equip   | Temps      |
| - | --------------------------- | ------- | ---------- |
| 1 | Jean-François Bernard (FRA) | Banesto | 5h 05' 11" |
| 2 | Laurent Jalabert (FRA)      | ONCE    | + 13"      |
| 3 | Thierry Laurent (FRA)       | RMO     | m. t.      |

|   | Ciclista                    | Equip   | Temps       |
| - | --------------------------- | ------- | ----------- |
| 1 | Jean-François Bernard (FRA) | Banesto | 10h 43' 19" |
| 2 | Alex Zülle (SUI)            | ONCE    | + 2"        |
| 3 | Johan Bruyneel (BEL)        | ONCE    | m. t.       |

### 4a etapa[4]
12-09-1992: Igualada, 21,5 km. (CRI):
|   | Ciclista                    | Equip   | Temps   |
| - | --------------------------- | ------- | ------- |
| 1 | Alex Zülle (SUI)            | ONCE    | 26' 20" |
| 2 | Miguel Indurain (ESP)       | Banesto | + 5"    |
| 3 | Jean-François Bernard (FRA) | Banesto | + 16"   |

|   | Ciclista                    | Equip   | Temps       |
| - | --------------------------- | ------- | ----------- |
| 1 | Alex Zülle (SUI)            | ONCE    | 11h 09' 41" |
| 2 | Jean-François Bernard (FRA) | Banesto | + 14"       |
| 3 | Miguel Indurain (ESP)       | Banesto | + 16"       |

### 5a etapa A[5]
13-09-1992: L'Hospitalet de Llobregat - Barcelona, 74,3 km.:
Resultat de la 5a etapa A
|   | Ciclista               | Equip                  | Temps      |
| - | ---------------------- | ---------------------- | ---------- |
| 1 | Laurent Jalabert (FRA) | ONCE                   | 2h 00' 48" |
| 2 | Jans Koerts (NED)      | PDM                    | m. t.      |
| 3 | Mario Manzoni (ITA)    | Gatorade-Chateaux d'Ax | m. t.      |

### 5a etapa B[5]
13-09-1992: Barcelona - Platja d'Aro, 119,8 km.:
|   | Ciclista                 | Equip     | Temps      |
| - | ------------------------ | --------- | ---------- |
| 1 | Maurizio Fondriest (ITA) | Panasonic | 3h 00' 43" |
| 2 | Vicente Aparicio (ESP)   | Amaya     | + 1"       |
| 3 | Laurent Jalabert (FRA)   | ONCE      | + 2"       |

|   | Ciclista                    | Equip   | Temps       |
| - | --------------------------- | ------- | ----------- |
| 1 | Alex Zülle (SUI)            | ONCE    | 16h 11' 14" |
| 2 | Jean-François Bernard (FRA) | Banesto | + 14"       |
| 3 | Miguel Indurain (ESP)       | Banesto | + 16"       |

### 6a etapa[6]
14-09-1992: Platja d'Aro – Vallter 2000, 153,6 km.:
|   | Ciclista                     | Equip   | Temps      |
| - | ---------------------------- | ------- | ---------- |
| 1 | Tony Rominger (SUI)          | Clas    | 4h 09' 09" |
| 2 | Antonio Martín Velasco (ESP) | Amaya   | + 5"       |
| 3 | Miguel Indurain (ESP)        | Banesto | m. t.      |

|   | Ciclista                     | Equip   | Temps       |
| - | ---------------------------- | ------- | ----------- |
| 1 | Miguel Indurain (ESP)        | Banesto | 20h 20' 44" |
| 2 | Tony Rominger (SUI)          | Clas    | + 19"       |
| 3 | Antonio Martín Velasco (ESP) | Amaya   | + 1' 18"    |

### 7a etapa[7]
15-09-1992: Llanars - Sant Feliu de Guíxols, 172,1 km.:
|   | Ciclista               | Equip                  | Temps     |
| - | ---------------------- | ---------------------- | --------- |
| 1 | Laurent Jalabert (FRA) | ONCE                   | 4h 8' 56" |
| 2 | Mario Manzoni (ITA)    | Gatorade-Chateaux d'Ax | m. t.     |
| 3 | Mathieu Hermans (NED)  | Lotus-Festina          | m. t.     |

|   | Ciclista                     | Equip   | Temps       |
| - | ---------------------------- | ------- | ----------- |
| 1 | Miguel Indurain (ESP)        | Banesto | 24h 29' 40" |
| 2 | Tony Rominger (SUI)          | Clas    | + 19"       |
| 3 | Antonio Martín Velasco (ESP) | Amaya   | + 1' 18"    |

## Classificació General
|    | Ciclista                     | Equip   | Temps       |
| -- | ---------------------------- | ------- | ----------- |
| 1  | Miguel Indurain (ESP)        | Banesto | 24h 29' 40" |
| 2  | Tony Rominger (SUI)          | Clas    | + 19"       |
| 3  | Antonio Martín Velasco (ESP) | Amaya   | + 1' 18"    |
| 4  | Erik Breukink (NED)          | PDM     | + 1' 27"    |
| 5  | Jean-François Bernard (FRA)  | Banesto | + 1' 47"    |
| 6  | Federico Echave (ESP)        | Clas    | + 1' 51"    |
| 7  | Mikel Zarrabeitia (ESP)      | Amaya   | + 2' 22"    |
| 8  | Charly Mottet (FRA)          | RMO     | + 2' 52"    |
| 9  | Johan Bruyneel (BEL)         | ONCE    | + 2' 58"    |
| 10 | Pedro Delgado (ESP)          | Banesto | + 3' 20"    |

## Classificacions secundàries
|   | Ciclista                     | Equip   | Punts    |
| - | ---------------------------- | ------- | -------- |
| 1 | Tony Rominger (SUI)          | Clas    | 30 punts |
| 2 | Antonio Martín Velasco (ESP) | Amaya   | 19 punts |
| 3 | Miguel Indurain (ESP)        | Banesto | 19 punts |

|   | Ciclista                          | Equip          | Punts    |
| - | --------------------------------- | -------------- | -------- |
| 1 | Álvaro González de Galdeano (ESP) | Artiach        | 10 punts |
| 2 | Miquel Àngel Iglesias (ESP)       | Puertas Mavisa | 10 punts |
| 3 | Erwin Nijboer (NED)               | Artiach        | 6 punts  |

|   | Ciclista                   | Equip          | Punts    |
| - | -------------------------- | -------------- | -------- |
| 1 | Laurent Jalabert (FRA)     | ONCE           | 69 punts |
| 2 | Jans Koerts (NED)          | PDM            | 49 punts |
| 3 | Juan Carlos González (ESP) | Puertas Mavisa | 41 punts |

|   | Equip   | Nacionalitat | Temps       |
| - | ------- | ------------ | ----------- |
| 1 | Banesto | Espanya      | 73h 34' 04" |
| 2 | Clas    | Espanya      | + 1' 05"    |
| 3 | Amaya   | Espanya      | + 2' 04"    |